# HandBrake
HandBrake là một phần mềm ứng dụng có thể chuyển đổi video MPEG (bao gồm DVD-Video) thành một tệp video MPEG-4 thuộc các dạng .mp4, .avi, .ogm, hoặc .mkv. Chương trình được rất nhiều người sử dụng để chuyển các đĩa DVD sang xem trên máy iPod, iPhone và QuickTime Player cho Mac.
Được phát triển cho BeOS, HandBrake giờ là phần mềm nền tảng chéo, và có cho Linux, Microsoft Windows, Mac OS X, và Solaris. Chương trình được phát hành dưới giấy phép GNU General Public License, HandBrake là phần mềm tự do.

## Chức năng

### Hỗ trợ nguồn dữ liệu
- Bất kỳ kiểu DVD nào: thư mục VIDEO TS, file ánh xạ DVD hoặc đĩa DVD thực (hỗ trợ giải mã thông qua VLC với OS X và libdvdcss với Linux, với các ứng dụng thứ ba của Windows như DVD Decrypter hoặc AnyDVD) PAL hoặc NTSC, AC-3, LPCM hay các track âm thanh MPEG.
- Bất kỳ file video nào mà dự án FFmpeg hỗ trợ. Bao gồm rất nhiều các dạng tập tin.AVI và.MPG.

### Đầu ra
- Định dạng file: MP4, AVI, OGM hoặc MKV.
- Video: Theora, MPEG-4 hoặc H.264 (1 hoặc 2 pass).
- Audio: AAC, MP3, Vorbis hoặc AC-3 pass-through (hỗ trợ mã hóa một vài track).
- Chức năng khác: chọn chương; hỗ trợ phụ đề cơ bản; tích hợp trình tính toán bitrate; quét xen kẽ hình, cắt cúp; mã hóa xám.

### Mã hóa hàng loạt
HandBrake hỗ trợ chức năng mã hóa hàng loạt thông qua GUI trên Windows, Linux, và OS X, mặc dù vẫn phải thực hiện tuần tự. Cũng có thể thực hiện tương tự với HandBrake CLI (giao diện dòng lệnh).

## Các kiểu tệp hỗ trợ

### Đầu vào
- DVD, file ánh xạ DVD, file VOB, MPEG-TS, Matroska, AVI, mpeg-4, v.v

Handbrake không thể thao tác với các video đã mã hóa DRM mua từ iTunes hay trên đĩa Blu-Ray.

### Đầu ra
Các định dạng: MP4, AVI, OGM, và MKV
- Các codec video: x264 (với đầu ra H.264), Xvid và FFmpeg (với đầu ra MPEG-4 ASP)
- Âm thanh: AAC, MP3, Vorbis, và AC-3